# Javier Iturriaga Arrillaga
Javier Iturriaga Arrillaga (Ciutat de Mèxic, 3 de novembre de 1983) és un futbolista mexicà, que ocupa la posició de migcampista. Prové d'una família d'origen basc, establerta a Amèrica als anys 80 del segle xx.

## Trajectòria
Al llarg de la seua infància i joventut, va viure a Mèxic i al Regne Unit. A mitjans de la dècada dels 90 es va traslladar a Bilbao per entrar al planter de l'Athletic Club, on hi militava un germà seu. Després de passar pels diferents equips de l'Athletic Club, hi debuta a primera divisió a la temporada 06/07, tot jugant quatre partits amb els de San Mamés.
No té continuïtat i a l'any següent fitxa per la UD Salamanca, amb qui disputa cinc partits de Segona Divisió. El Salamanca el cediria posteriorment a la Lemonia i a la Lorca Deportiva. L'estiu del 2009 recala al Portugalete i entre 2012 i 2015 juga amb el CD Getxo, on penja les botes.